# Prix Martin-Ennals
Le prix Martin-Ennals pour les défenseurs des droits de l'homme, appelé aussi « le prix Nobel de droits de l'homme », a été créé en 1993 pour honorer et protéger les individus du monde entier qui font preuve d'un « courage exceptionnel » pour défendre et promouvoir les droits de l'homme. 

## Présentation
L'objectif du prix Martin-Ennals est de fournir une protection aux défenseurs des droits en attirant l'attention sur leur sort, principalement grâce à la télévision, radio, internet et la presse, en particulier dans leur pays d'origine.
Le prix s'accompagne d'une bourse de 20 000 francs suisses pour soutenir le travail des lauréats dans le domaine des droits de l'homme. Micheline Calmy-Rey, présidente de la Fondation Ennals depuis 2012, indique que la récompense n'est pas que financière, elle permet de mettre un éclairage particulier sur les personnalités distingués et ainsi de les faire connaitre au niveau international. La cérémonie a lieu à Genève au mois d'octobre de chaque année.
Le prix porte le nom de Martin Ennals ancien secrétaire général d'Amnesty International.
Un jury international, composé de représentants des dix principales organisations des droits humains, sélectionne le lauréat de chaque année. Les membres du jury sont Amnesty International, Human Rights Watch, Fédération internationale des droits de l'homme, l'Organisation mondiale contre la torture, Commission internationale de juristes, Front Line Defenders, Human Rights First, International Service for Human Rights et Huridocs.

## Lauréats
- 1994 : Harry Wu (Chine)
- 1995 : Asma Jahangir (Pakistan)
- 1996 : Clement Nwankwo (Nigeria)
- 1997 : Bishop Samuel Ruiz García (Mexique)
- 1998 : Dr Eyad El Sarraj (Palestine)
- 1999 : Natasha Kandic (Yougoslavie)
- 2000 : Immaculée Birhaheka (Congo)
- 2001 : Peace Brigades International (Colombie)
- 2002 : Jacqueline Moudeina (Tchad)
- 2003 : Alirio Uribe Muñoz (Colombie)
- 2004 : Lidia Ioussoupova (Russie)
- 2005 : Aktham Naisse (Syrie)
- 2006 : Akbar Gandji (Iran) et Arnold Tsunga (Zimbabwe)
- 2007 : Rajan Hoole (Sri Lanka), Kopalasingham Sritharan (Sri Lanka) et Pierre Claver Mbonimpa (Burundi)
- 2008 : Mutabar Tadjibaeva (Ouzbékistan)
- 2009 : Emad Baghi (Iran)
- 2010 : Muhannad Al-Hassani (Syrie)
- 2011 : Kasha Jacqueline Nabagesera (Ouganda)
- 2012 : Luon Sorvath (Cambodge)
- 2013 : Joint Mobile Group (Russie)
- 2014 : Alejandra Ancheita (Mexique)
- 2015 : Ahmed Mansoor (Emirats arabes unis)[3].
- 2016 : Ilham Tohti (Chine)[4].
- 2017 : Mohamed Zaree (Égypte)[5].
- 2019 : Abdul Aziz Muhamat (Soudan)
- 2020 : Huda al-Sarari[6] (Yemen), Norma Ledezma[7] (Mexique) et Sizani Ngubane (Afrique du Sud)
- 2021 : Yu Wensheng (Chine) - lauréat, Soltan Achilova (Turkmenistan) et Loujain AlHathloul (Arabie saoudite) - finalistes[8]
- 2022 : Daouda Diallo (Burkina Faso)[9], Pham Doan Trang (Vietnam) [10] et Abdul-Hadi Al-Khawaja (Bahreïn)[11]
- 2023 : Delphine Djiraïbé (Tchad), Feliciano Reyna (Venezuela), Khurram Parvez (Jammu-et-Cachemire)[8]